# Шрейер, Адольф

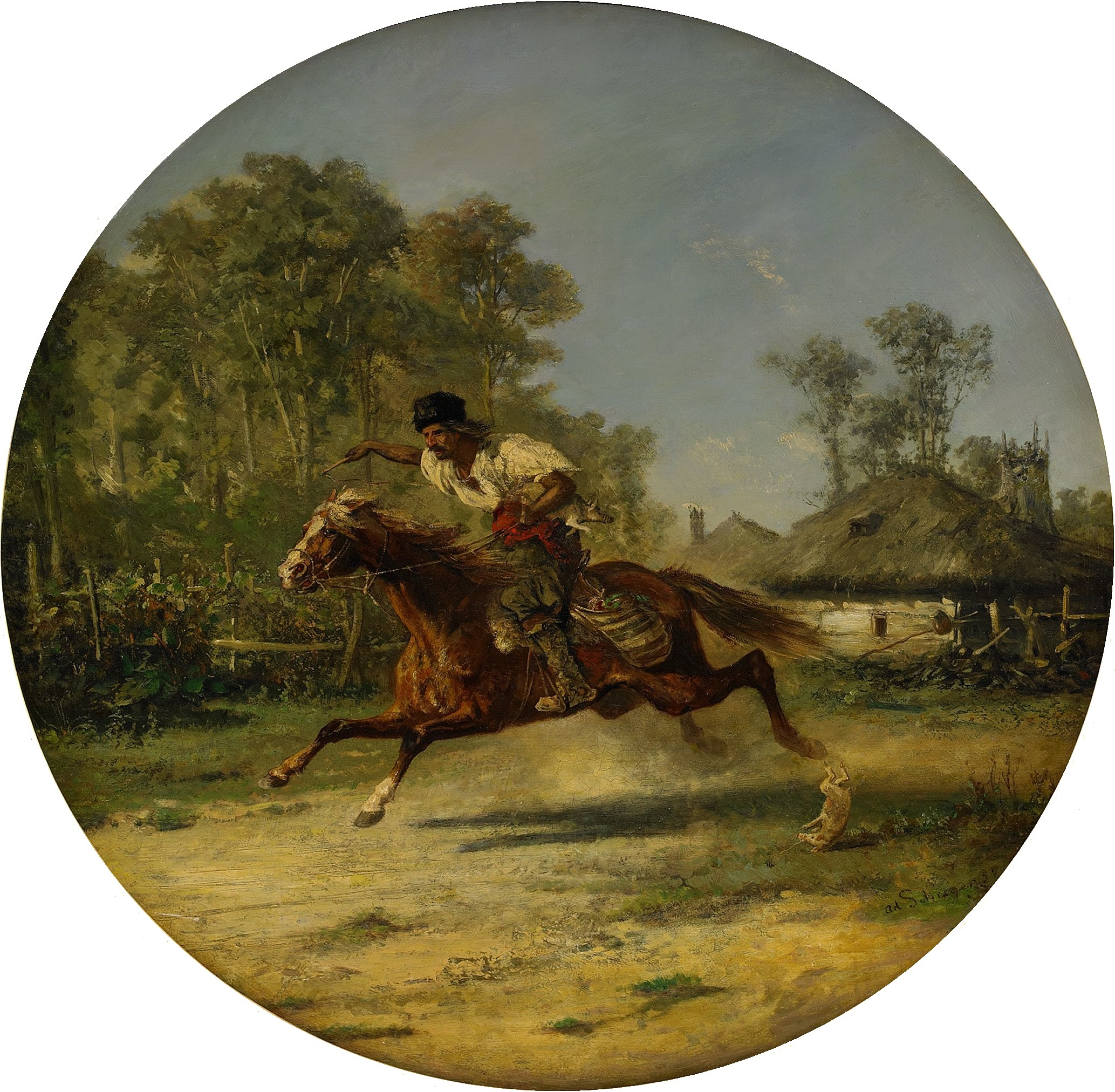
Казацкая езда. 1857

Адольф Шрейер (нем. Adolf Schreyer; 9 июля 1828, Франкфурт-на-Майне — 29 июля 1899, Кронберг) — немецкий художник-ориенталист, пейзажист, анималист. Представитель Дюссельдорфской художественной школы.

## Биография
Изучал живопись сперва в Штеделевском художественном институте во Франкфурте-на-Майне, а затем под руководством Я. Беккера в дюссельдорфской и мюнхенской академий художеств.
Служил в австрийской армии, в ходе Крымской войны участвовал в военной экспедиции в Валахию.
После жил в Париже, затем — во Франкфурте, откуда совершил путешествия в Венгрию, Румынию, Турцию, на юг России, а также в Сирию и Египет.
После поездки в 1868 в Алжир А. Шрейер поселился в Париже, но в последние годы своей жизни по временам уезжал оттуда в Кронберг на Тауне, где и умер 29 июля 1899 года.

## Творчество
А. Шрейер известен, главным образом, своими картинами на темы ориенталистики, а также изображающими лошадей со всадниками. Писал полотна с батальными сценами, в том числе, сцены из Крымской кампании, жанровые полотна и пейзажи.
Многочисленные картины художника, в которых важную роль играют лошади и всадники, отличаются блестящим колоритом, энергичной передачей движений и драматизмом, но часто исполнены слишком эскизно. Известнейшие между ними:
- Сражение при Ваггейзене
- Коморнская битва
- Битва при Темесваре
- Табун казацких лошадей, застигнутый снежной метелью
- Арабский дозорный пикет
- Валахская почта
- Нападение артиллеристов в Крыму
- Кавалерийская атака в Бородинской битве.

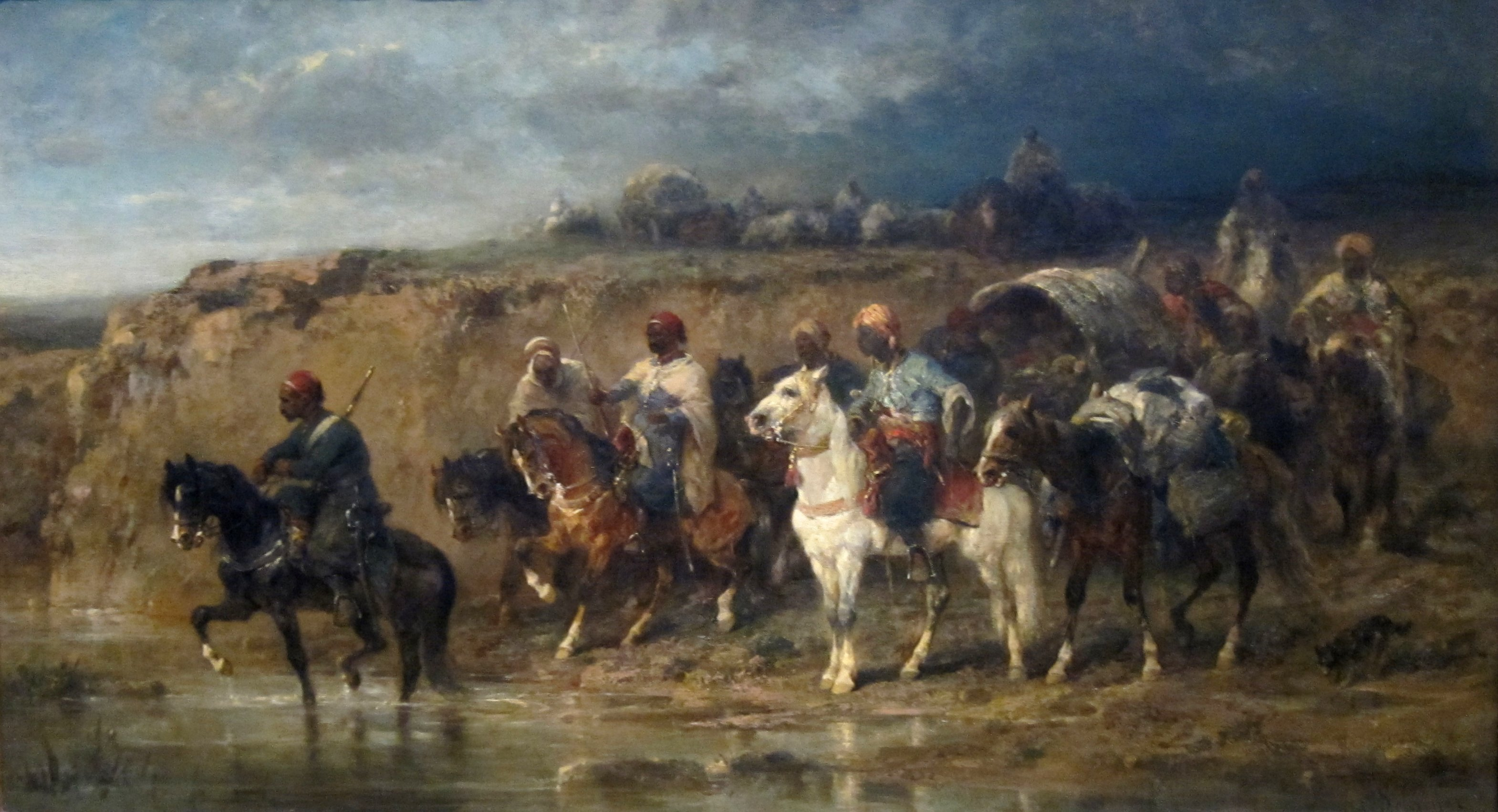
Арабский караван
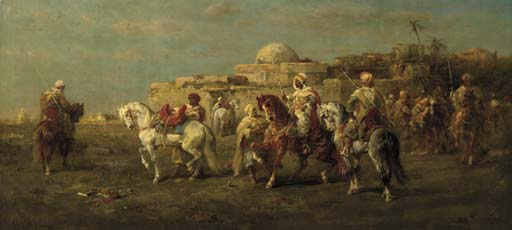
Арабские всадники
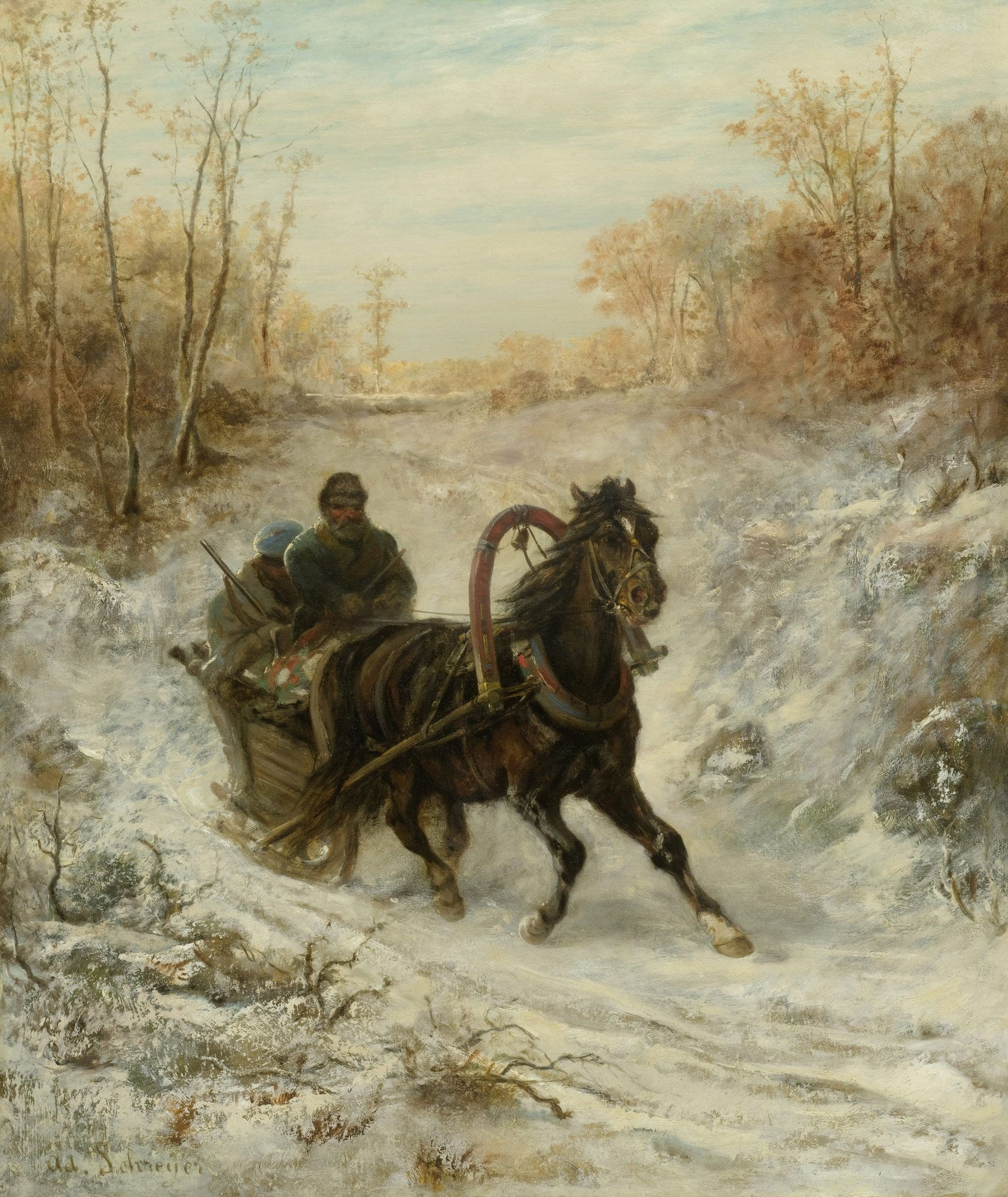
Курьер
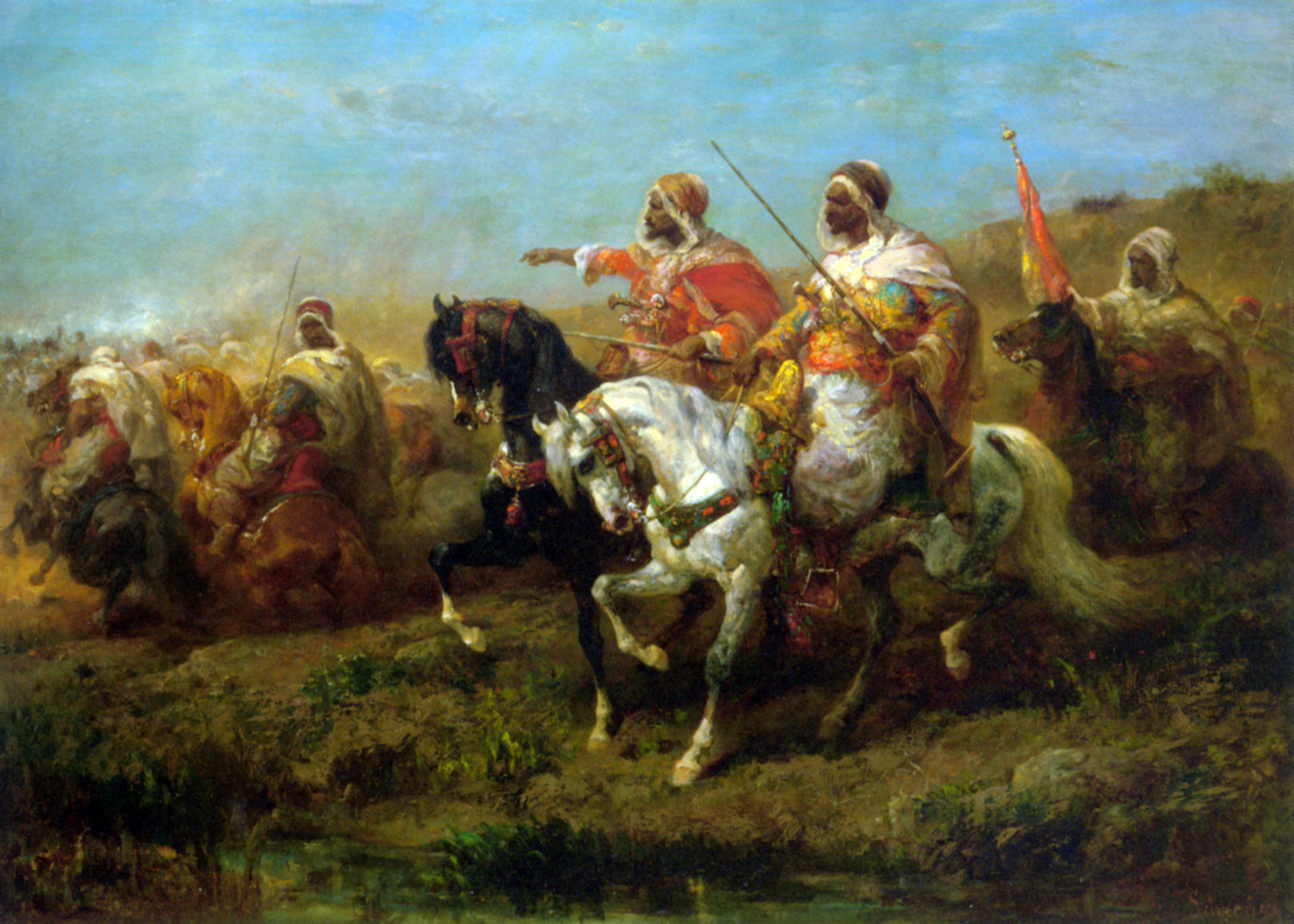